# ميغيل فاسكيز
ميغيل فاسكيز (بالإسبانية: Miguel Vázquez)‏ مواليد 6 يناير 1987 في غوادالاخارا، هو ملاكم محترف مكسيكي يصنف ضمن فئة وزن الوسط. حقق بطولة الاتحاد الدولي للملاكمة.

## إحصائيات
خاض خلال مسيرته 41 نزالا، فاز في 36 وخسر في 5. فاز بالضربة القاضية في 13 نزالا.

## روابط خارجية
- ميغيل فاسكيز على موقع بوكس ريك (الإنجليزية) (registration required)